# Môrice Leroux

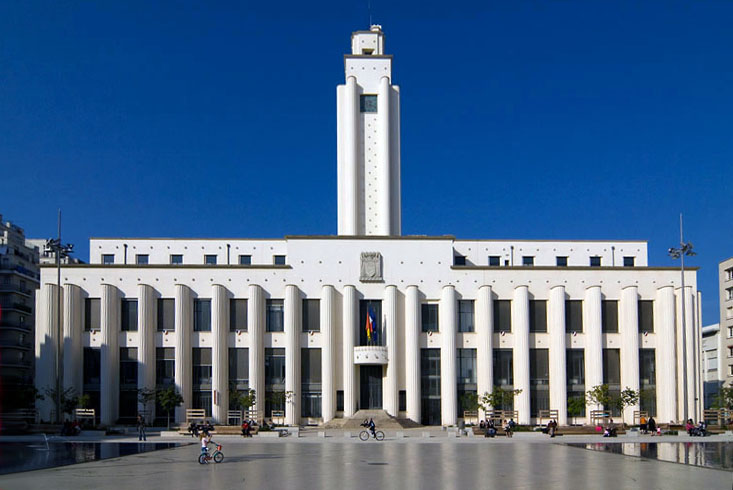
Platz Lazare Goujon und Rathaus in Villeurbanne

Môrice Leroux (* 15. Oktober 1896 in Domfront, Frankreich – 1. November 1963 in Paris) war ein französischer Architekt.

## Leben und Werk

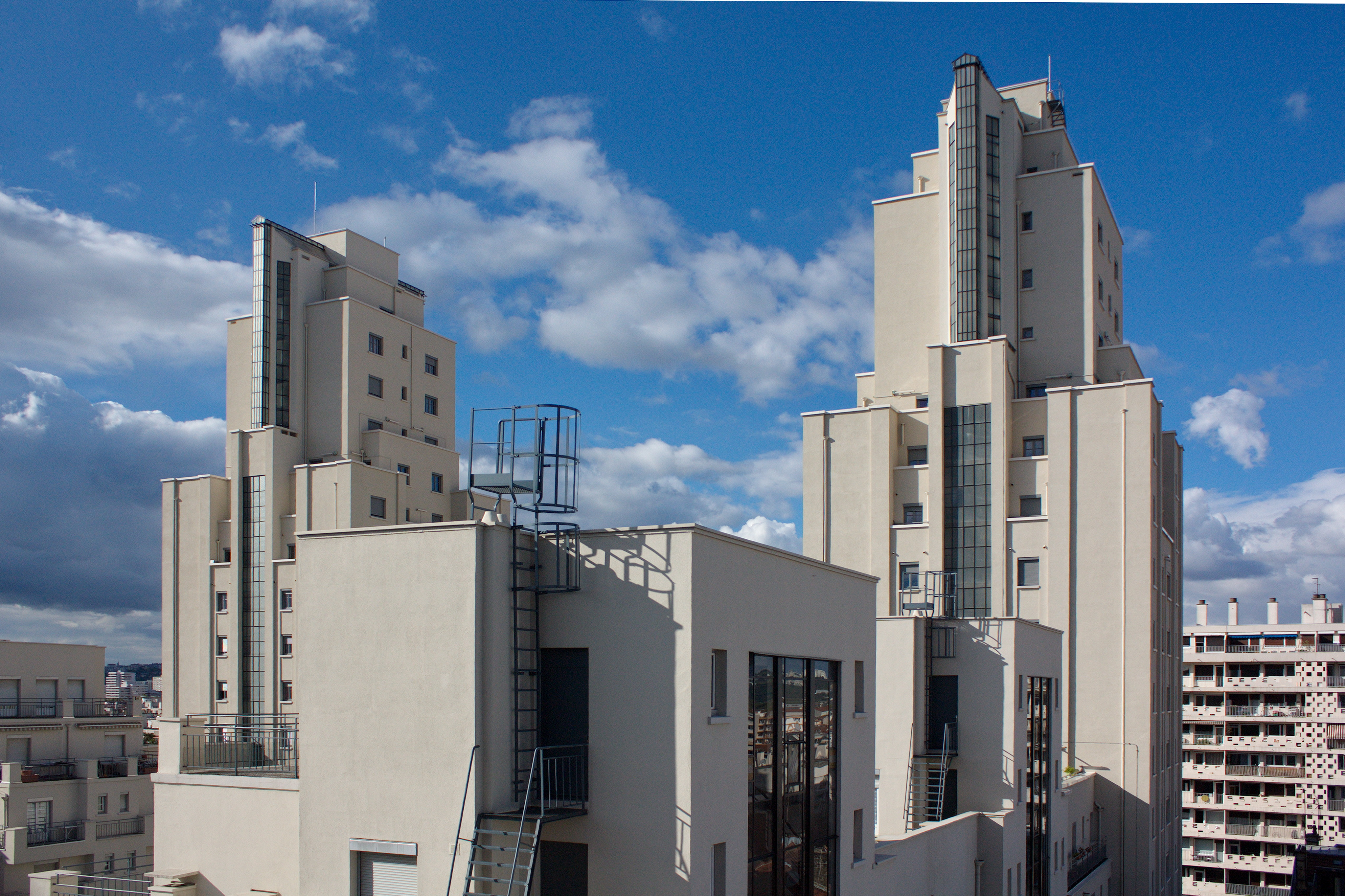
Die Wohnhochhäuser des Stadtzentrums von Villeurbanne

Môrice Leroux war als Architekt Autodidakt. Sein Werk ist weitgehend unbekannt. 1910 musste er die Schule aufgeben, um sich seinen Lebensunterhalt zu verdienen. Er arbeitete als Angestellter für eine Versicherung und war für Gebäude zuständig. Hier sammelte er erste Bauerfahrungen. Von 1914 bis 1918 diente er als Soldat im I. Weltkrieg. Nach dem Krieg gab er seine Anstellung bei der Versicherung Mutuelle du Mans auf, um sich am Wiederaufbau der kriegszerstörten östlichen und nördlichen Gebiete Frankreichs zu beteiligen.
Bis 1922 arbeitete er als Zeichner und Baukostenkalkulator für den Architekten Girard in Beauvais; bis 1928 war er Mitarbeiter des Architekten der Stadt Paris und des Department Seine, Paul Lebret (1875 – 1933), der mit Tony Garnier an der École des Beaux-Arts de Paris Architektur studiert hatte. 1928 gewann Leroux den Wettbewerb für den Palast der Arbeit in Villeurbanne. Er baute dort den Palast der Arbeit, der mit dem von seinem Mitarbeiter Robert Giroud entworfenen Rathaus die Mitte des nach seinen Plänen von 1927 bis 1931 errichteten, neuen Stadtzentrums bildet und heute als Theater dient.
1942 wurde Leroux Mitglied der französischen Architektenkammer. Er beteiligte sich von 1948 bis 1960 am Wiederaufbau des kriegszerstörten Caen.

## Rezeption

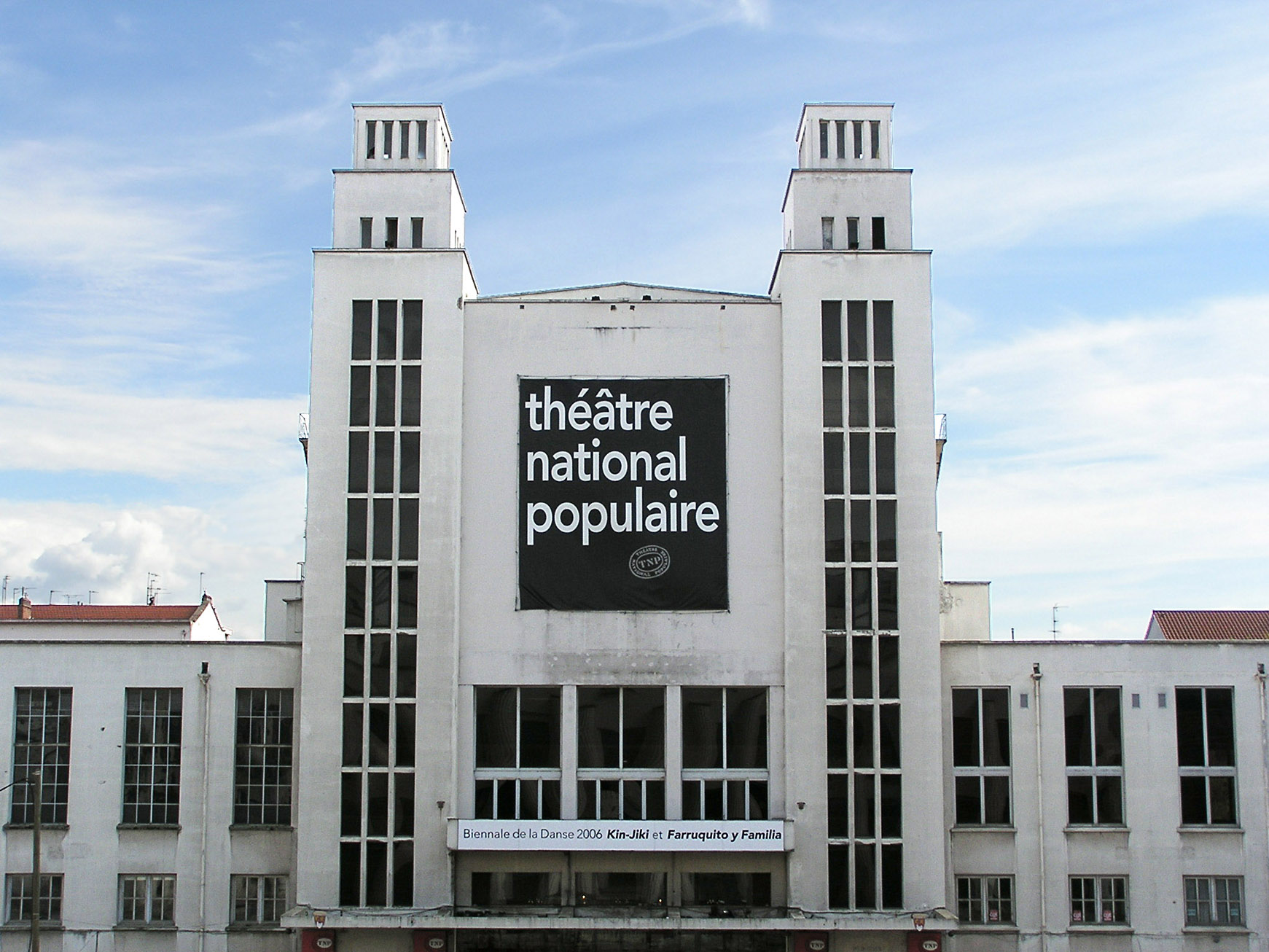
Theater in Villeurbanne

Thilo Hilpert verweist am Beispiel der Stalinallee in Ost-Berlin auf die Bedeutung des Stadtzentrums von Villeurbanne für den modernen Städtebau in Deutschland. In einem Video dokumentiert Jean-Francois Loiseau das Stadtzentrum von Villeurbanne.